# Saison 2013 de Super Rugby
Navigation
Super 15 2012 Super 15 2014
La saison 2013 de Super 15 est la troisième édition de la compétition de rugby à XV. Elle est disputée par quinze franchises, cinq d'Australie, cinq d'Afrique du Sud et cinq de Nouvelle-Zélande.
La compétition débute le 15 février 2013 et se termine par une finale disputée le 3 août 2013. Le Super 15 se déroule en deux phases. La première consiste en une phase de championnat où les équipes sont réparties en trois conférences selon leur pays. Chacune des franchises rencontre toutes les autres équipes de sa conférence en matchs aller-retour. En outre, elle rencontre une fois huit des dix franchises qui composent les deux autres conférences. Elle reçoit quatre fois et se déplace également quatre fois. À la fin de cette première phase, les deux meilleurs leaders des trois conférences sont directement qualifiés pour la seconde phase à élimination directe. Le troisième leader ainsi que les trois autres meilleures franchises sont qualifiés pour les matchs de barrages. Les vainqueurs de ces matchs se rencontrent en demi-finale, les deux franchises directement qualifiées et les vainqueurs s'affrontent en finale.
La franchise sud-africaine des Southern Kings fait son entrée dans la compétition en remplacement des Lions. La compétition est remportée par les Chiefs pour la deuxième année consécutive après leur victoire 27 à 22 en finale sur les Brumbies. C'est le second titre de la franchise néo-zélandaise.

## Franchises participantes
La compétition oppose quinze franchises issues d'Afrique du Sud, d'Australie et de Nouvelle-Zélande. Chaque franchise représente une aire géographique.
| Nom              | Pays             | Ville          | Stade                      | Entraîneur       |
| ---------------- | ---------------- | -------------- | -------------------------- | ---------------- |
| Blues            | Nouvelle-Zélande | Auckland       | Eden Park                  | John Kirwan      |
| Brumbies         | Australie        | Canberra       | Canberra Stadium           | Jake White       |
| Bulls            | Afrique du Sud   | Pretoria       | Loftus Versfeld            | Frans Ludeke     |
| Cheetahs         | Afrique du Sud   | Bloemfontein   | Free State Stadium         | Naka Drotske     |
| Chiefs           | Nouvelle-Zélande | Hamilton       | Waikato Stadium            | Dave Rennie      |
| Crusaders        | Nouvelle-Zélande | Christchurch   | Rugby League Park          | Todd Blackadder  |
| Highlanders      | Nouvelle-Zélande | Dunedin        | Forsyth Barr Stadium       | Jamie Joseph     |
| Hurricanes       | Nouvelle-Zélande | Wellington     | Westpac Stadium            | Mark Hammett     |
| Melbourne Rebels | Australie        | Melbourne      | AAMI Park                  | Damien Hill      |
| Queensland Reds  | Australie        | Brisbane       | Suncorp Stadium            | Ewen McKenzie    |
| Sharks           | Afrique du Sud   | Durban         | Kings Park Stadium         | John Plumtree    |
| Southern Kings   | Afrique du Sud   | Port Elizabeth | Nelson Mandela Bay Stadium | Matt Sexton      |
| Stormers         | Afrique du Sud   | Cape Town      | Newlands Stadium           | Allister Coetzee |
| Waratahs         | Australie        | Sydney         | Sydney Football Stadium    | Michael Cheika   |
| Western Force    | Australie        | Perth          | Perth Oval                 | Michael Foley    |

## Résumé des résultats

### Classements de la phase régulière
| Rang | Franchise        | J  | V  | N | D  | Bo | Bd | Pm  | Pe  | Diff | Pts |
| ---- | ---------------- | -- | -- | - | -- | -- | -- | --- | --- | ---- | --- |
| 1    | Brumbies         | 16 | 10 | 2 | 4  | 5  | 3  | 430 | 295 | +135 | 60  |
| 2    | Queensland Reds  | 16 | 10 | 2 | 4  | 4  | 2  | 321 | 296 | +25  | 58  |
| 3    | Waratahs         | 16 | 8  | 0 | 8  | 1  | 4  | 411 | 371 | +40  | 45  |
| 4    | Melbourne Rebels | 16 | 5  | 0 | 11 | 4  | 5  | 382 | 515 | -133 | 37  |
| 5    | Western Force    | 16 | 4  | 1 | 11 | 0  | 5  | 267 | 366 | -99  | 31  |

| Rang | Franchise   | J  | V  | N | D  | Bo | Bd | Pm  | Pe  | Diff | Pts |
| ---- | ----------- | -- | -- | - | -- | -- | -- | --- | --- | ---- | --- |
| 1    | Chiefs (T)  | 16 | 12 | 0 | 4  | 8  | 2  | 458 | 364 | +94  | 66  |
| 2    | Crusaders   | 16 | 11 | 0 | 5  | 5  | 3  | 446 | 307 | +139 | 60  |
| 3    | Blues       | 16 | 6  | 0 | 10 | 6  | 6  | 347 | 364 | -17  | 44  |
| 4    | Hurricanes  | 16 | 6  | 0 | 10 | 4  | 5  | 386 | 457 | -71  | 41  |
| 5    | Highlanders | 16 | 3  | 0 | 13 | 4  | 5  | 374 | 496 | -122 | 29  |

| Rang | Franchise      | J  | V  | N | D  | Bo | Bd | Pm  | Pe  | Diff | Pts |
| ---- | -------------- | -- | -- | - | -- | -- | -- | --- | --- | ---- | --- |
| 1    | Bulls          | 16 | 12 | 0 | 4  | 5  | 2  | 448 | 330 | +118 | 63  |
| 2    | Cheetahs       | 16 | 10 | 0 | 6  | 2  | 4  | 382 | 358 | +24  | 54  |
| 3    | Stormers       | 16 | 9  | 0 | 7  | 1  | 5  | 346 | 292 | +54  | 50  |
| 4    | Sharks         | 16 | 8  | 0 | 8  | 3  | 5  | 384 | 305 | +79  | 48  |
| 5    | Southern Kings | 16 | 3  | 1 | 12 | 2  | 0  | 298 | 564 | -266 | 24  |

|  | Qualifiés directement pour les demi-finales (les deux meilleurs leaders parmi les trois conférences).  |
|  | Qualifié pour les matchs de barrages (leader de la troisième conférence).                              |
|  | Qualifiés pour les matchs de barrage (les 3 franchises les mieux classées hors leaders de conférence). |
|  | T : Tenant du titre 2012                                                                               |

Attribution des points : victoire : 4, match nul : 2, défaite : 0 ; plus les bonus (offensif : 4 essais marqués ; défensif : défaite par 7 points d'écart maximum). De plus, chaque équipe reçoit 4 points à chaque journée non disputée (bye).
Règles de classement : 1. nombre de victoires ; 2. différence de points ; 3. nombre d'essais marqués ; 4. différence d'essais ; 5. tirage au sort (seulement pour les places qualificatives en phase finale).

### Phase finale
À la fin de cette première phase, les deux meilleurs leaders des conférences sont directement qualifiés pour la seconde phase à élimination directe. Le troisième leader ainsi que les trois franchises les mieux classées au général sont qualifiées pour les matchs de barrage. Les vainqueurs de ces matchs rencontrent en demi-finale les deux franchises directement qualifiées. À noter que le premier reçoit l'équipe la plus faible issue des barrages (la quatrième si la troisième gagne son match ou la sixième, si elle s'impose sur le terrain de l'équipe ayant finie troisième), le second recevant l'équipe restante. La finale se déroule sur le terrain de l'équipe la mieux classée de la première phase.
|  | Barrage                                               | Barrage                                               |                                                         |                                                         | Demi-finales                                    | Demi-finales                                    |  |  | Finale                                      | Finale                                      |
|  | Barrage                                               | Barrage                                               |                                                         |                                                         | Demi-finales                                    | Demi-finales                                    |  |  | Finale                                      | Finale                                      |
|  |                                                       |                                                       |                                                         |                                                         |                                                 |                                                 |  |  |                                             |                                             |
|  | le 20 juillet 2013 au Rugby League Park, Christchurch | le 20 juillet 2013 au Rugby League Park, Christchurch |                                                         |                                                         | le 27 juillet 2013 au Waikato Stadium, Hamilton | le 27 juillet 2013 au Waikato Stadium, Hamilton |  |  | le 3 août 2013 au Waikato Stadium, Hamilton | le 3 août 2013 au Waikato Stadium, Hamilton |
|  | le 20 juillet 2013 au Rugby League Park, Christchurch | le 20 juillet 2013 au Rugby League Park, Christchurch |                                                         |                                                         | le 27 juillet 2013 au Waikato Stadium, Hamilton | le 27 juillet 2013 au Waikato Stadium, Hamilton |  |  | le 3 août 2013 au Waikato Stadium, Hamilton | le 3 août 2013 au Waikato Stadium, Hamilton |
|  | le 20 juillet 2013 au Rugby League Park, Christchurch | le 20 juillet 2013 au Rugby League Park, Christchurch | [1] Chiefs                                              | 20                                                      |                                                 |                                                 |  |  | le 3 août 2013 au Waikato Stadium, Hamilton | le 3 août 2013 au Waikato Stadium, Hamilton |
|  | [4] Crusaders                                         | 38                                                    | [1] Chiefs                                              | 20                                                      |                                                 |                                                 |  |  | le 3 août 2013 au Waikato Stadium, Hamilton | le 3 août 2013 au Waikato Stadium, Hamilton |
|  | [4] Crusaders                                         | 38                                                    | [4] Crusaders                                           | 19                                                      |                                                 |                                                 |  |  | le 3 août 2013 au Waikato Stadium, Hamilton | le 3 août 2013 au Waikato Stadium, Hamilton |
|  | [5] Queensland Reds                                   | 9                                                     | [4] Crusaders                                           | 19                                                      |                                                 |                                                 |  |  | le 3 août 2013 au Waikato Stadium, Hamilton | le 3 août 2013 au Waikato Stadium, Hamilton |
|  | [5] Queensland Reds                                   | 9                                                     | le 27 juillet 2013 au Loftus Versfeld Stadium, Pretoria | le 27 juillet 2013 au Loftus Versfeld Stadium, Pretoria | [1] Chiefs                                      | 27                                              |  |  |                                             |                                             |
|  | le 21 juillet 2013 au Canberra Stadium, Canberra      |                                                       | le 27 juillet 2013 au Loftus Versfeld Stadium, Pretoria | le 27 juillet 2013 au Loftus Versfeld Stadium, Pretoria | [1] Chiefs                                      | 27                                              |  |  |                                             |                                             |
|  |                                                       | [3] Brumbies                                          | le 27 juillet 2013 au Loftus Versfeld Stadium, Pretoria | le 27 juillet 2013 au Loftus Versfeld Stadium, Pretoria | 22                                              |                                                 |  |  |                                             |                                             |
|  | [3] Brumbies                                          | [3] Brumbies                                          | le 27 juillet 2013 au Loftus Versfeld Stadium, Pretoria | le 27 juillet 2013 au Loftus Versfeld Stadium, Pretoria | 22                                              | 15                                              |  |  |                                             |                                             |
|  | [3] Brumbies                                          | [2] Bulls                                             | 23                                                      |                                                         |                                                 | 15                                              |  |  |                                             |                                             |
|  | [6] Cheetahs                                          | [2] Bulls                                             | 23                                                      | 13                                                      |                                                 |                                                 |  |  |                                             |                                             |
|  | [6] Cheetahs                                          | [3] Brumbies                                          | 26                                                      | 13                                                      |                                                 |                                                 |  |  |                                             |                                             |
|  |                                                       | [3] Brumbies                                          | 26                                                      |                                                         |                                                 |                                                 |  |  |                                             |                                             |

## Résultats détaillés

### Phase régulière

#### Tableau synthétique
L'équipe qui reçoit est indiquée dans la colonne de gauche.
| Clubs          | BLU   | BRU   | BUL   | CHE   | CHI   | CRU   | HIG   | HUR   | KIN   | REB   | RED   | SHA   | STO   | WAR   | WES   |
| -------------- | ----- | ----- | ----- | ----- | ----- | ----- | ----- | ----- | ----- | ----- | ----- | ----- | ----- | ----- | ----- |
| Blues          |       | 13-20 | 21-28 |       | 16-26 | 34-15 | 29-18 | 28-6  |       | 36-32 |       |       | 18-17 |       |       |
| Brumbies       |       |       | 23-20 |       |       | 23-30 |       | 30-23 | 28-28 | 39-17 | 24-6  |       |       | 35-6  | 41-7  |
| Bulls          |       |       |       | 26-20 |       |       | 35-18 | 48-14 | 48-18 |       |       | 20-19 | 25-17 | 30-19 | 36-26 |
| Cheetahs       | 34-13 |       | 25-30 |       |       |       |       | 34-39 | 26-12 | 34-16 | 27-13 | 22-29 | 26-24 |       |       |
| Chiefs         | 23-16 |       |       | 45-3  |       | 28-19 | 19-7  | 34-22 |       |       | 23-31 | 37-29 |       |       | 22-21 |
| Crusaders      | 23-3  |       | 41-19 |       | 43-15 |       | 24-8  | 25-17 | 55-20 | 30-26 |       |       |       | 23-22 |       |
| Highlanders    | 38-28 | 19-30 |       | 19-36 | 27-41 | 12-40 |       | 19-23 |       |       | 33-34 | 25-22 |       |       |       |
| Hurricanes     | 20-34 |       |       |       | 12-17 | 29-28 | 44-49 |       | 46-30 |       |       |       | 16-18 | 41-29 | 22-16 |
| Southern Kings |       |       | 0-34  | 22-34 | 24-35 |       | 34-27 |       |       |       |       | 12-21 | 12-24 | 10-72 | 22-10 |
| Rebels         |       | 13-30 |       |       | 33-39 |       | 38-37 |       | 27-30 |       | 13-23 |       | 30-21 | 24-22 | 30-23 |
| Reds           | 12-11 | 19-19 | 23-18 |       |       |       |       | 18-12 |       | 33-20 |       | 32-17 |       | 25-17 | 12-19 |
| Sharks         | 22-20 | 10-29 | 16-18 | 6-12  |       | 21-17 |       |       | 58-13 | 64-7  |       |       | 12-6  |       |       |
| Stormers       |       | 35-22 | 30-13 | 28-3  | 36-34 | 14-19 |       |       | 19-11 |       | 20-15 | 22-15 |       |       |       |
| Waratahs       | 30-27 | 28-22 |       | 26-27 | 25-20 |       |       |       |       | 31-26 | 12-14 |       | 21-15 |       | 23-19 |
| Western Force  |       | 21-15 |       | 10-19 |       | 16-14 | 19-18 |       |       | 23-30 | 11-11 | 13-23 |       | 13-28 |       |

|  | Victoire à domicile |  | Match nul |  | Défaite à domicile |

#### Détail des résultats
Les points marqués par chaque équipe sont inscrits dans les colonnes centrales (3-4) alors que les essais marqués sont donnés dans les colonnes latérales (1-6). Les points de bonus sont symbolisés par une bordure bleue pour les bonus offensifs (quatre essais inscrits), orange pour les bonus défensifs (défaite avec au plus sept points d'écart), rouge si les deux bonus sont cumulés.

### Phase finale

#### Barrages
| 20 juillet 2013 19 h 35 UTC+12:00 | Crusaders | 38 – 9 (21 – 6) | Queensland Reds                        | Rugby League Park, Christchurch Arbitre : Jaco Peyper |
| 20 juillet 2013 19 h 35 UTC+12:00 | Essai(s) : Crotty 2 (9e, 66e), Carter (29e), Marshall (51e) Transformation(s) : Carter 3 (10e, 52e, 67e) Pénalité(s) : Carter 3 (3e, 25e, 39e), Taylor (72e) |                 | Pénalité(s) : Cooper 3 (14e, 27e, 45e) | Rugby League Park, Christchurch Arbitre : Jaco Peyper |
| 20 juillet 2013 19 h 35 UTC+12:00 | |                 |                                        | Rugby League Park, Christchurch Arbitre : Jaco Peyper |

| 21 juillet 2013 16 h 10 UTC+10:00 | Brumbies                                                     | 15 – 13 (6 – 5) | Cheetahs                                                        | Canberra Stadium, Canberra Arbitre : Glen Jackson |
| 21 juillet 2013 16 h 10 UTC+10:00 | Pénalité(s) : Leali'ifano 4 (2e, 29e, 58e, 67e), White (47e) |                 | Essai(s) : Sadie (15e), Benjamin (79e) Pénalité(s) : Smit (45e) | Canberra Stadium, Canberra Arbitre : Glen Jackson |
| 21 juillet 2013 16 h 10 UTC+10:00 |                                                              |                 |                                                                 | Canberra Stadium, Canberra Arbitre : Glen Jackson |

#### Demi-finales
| 27 juillet 2013 19 h 35 UTC+12:00 | Chiefs | 20 – 19 (3 – 9) | Crusaders                                                                                         | Waikato Stadium, Hamilton Arbitre : Steve Walsh |
| 27 juillet 2013 19 h 35 UTC+12:00 | Essai(s) : Masaga (51e), Cruden (57e) Transformation(s) : Cruden 2 (52e, 58e) Pénalité(s) : Cruden 2 (21e, 47e) |                 | Essai(s) : Dagg (59e) Transformation(s) : Carter (60e) Pénalité(s) : Carter 4 (6e, 19e, 28e, 75e) | Waikato Stadium, Hamilton Arbitre : Steve Walsh |
| 27 juillet 2013 19 h 35 UTC+12:00 | |                 |                                                                                                   | Waikato Stadium, Hamilton Arbitre : Steve Walsh |

| 27 juillet 2013 17 h 05 UTC+02:00 | Bulls                                                                             | 23 – 26 (11 – 16) | Brumbies | Loftus Versfeld Stadium, Pretoria Arbitre : Craig Joubert |
| 27 juillet 2013 17 h 05 UTC+02:00 | Essai(s) : Engelbrecht (16e) Pénalité(s) : Steyn 6 (22e, 29e, 43e, 51e, 60e, 76e) |                   | Essai(s) : Mogg (11e), Kuridrani (79e) Transformation(s) : Lealiifano 2 (12e, 80e) Pénalité(s) : Lealiifano 4 (3e, 25e, 36e, 45e) | Loftus Versfeld Stadium, Pretoria Arbitre : Craig Joubert |
| 27 juillet 2013 17 h 05 UTC+02:00 |                                                                                   |                   | | Loftus Versfeld Stadium, Pretoria Arbitre : Craig Joubert |

#### Finale
(mt : 9 - 16)
Points marqués
- Chiefs : 2 essais de Messam (63e) et Robinson (67e), 1 transformation de Cruden (69e), 5 pénalités de Cruden (22e, 25e, 31e, 47e, 71e).
- Brumbies : 1 essai de Lealiifano (37e), 1 transformation de Lealiifano (39e), 5 pénalités de Lealiifano (5e, 7e, 20e, 45e, 58e).

Évolution du score : 0-3, 0-6, 0-9, 3-9, 6-9, 9-9, 9-14, 9-16, 9-19, 12-19, 12-22, 17-22, 22-22, 24-22, 27-22
Arbitre :  Craig Joubert
Résumé
| Chiefs Titulaires Gareth Anscombe 15 Lelia Masaga 14 Charlie Ngatai 13 Andrew Horrell 12 Asaeli Tikoirotuma 11 Aaron Cruden 10 Tawera Kerr-Barlow 9 Matt Vant-Leven 8 Tanerau Latimer 7 Liam Messam 6 Brodie Retallick 5 (cap.) Craig Clarke 4 Ben Tameifuna 3 Hika Elliot 2 Toby Smith 1 Remplaçants Rhys Marshall 16 Ben Afeaki 17 Michael Fitzgerald 18 Sam Cane 19 Augustine Pulu 20 Bundee Aki 21 Robbie Robinson 22 Entraîneur Dave Rennie |  |  |  | Brumbies Titulaires 15 Jesse Mogg 14 Henry Speight 13 Tevita Kuridrani 12 Christian Lealiifano 11 Clyde Rathbone 10 Matt Toomua 9 Nic White 8 Ben Mowen (cap.) 7 George Smith 6 Peter Kimlin 5 Sam Carter 4 Scott Fardy 3 Ben Alexander 2 Stephen Moore 1 Scott Sio Remplaçants 16 Siliva Siliva 17 Ruan Smith 18 Fotu Auelua 19 Colby Fainga'a 20 Ian Prior 21 Andrew Smith 22 Joe Tomane Entraîneur Jake White |

## Statistiques

### Meilleurs réalisateurs
| Rang | Joueur               | Club            | Poste            | Points | Essais | Transf. | Pén. | Drops |
| ---- | -------------------- | --------------- | ---------------- | ------ | ------ | ------- | ---- | ----- |
| 1    | Morné Steyn          | Bulls           | Demi d'ouverture | 248    | 2      | 32      | 57   | 1     |
| 2    | Christian Lealiifano | Brumbies        | Centre           | 238    | 4      | 22      | 58   | 0     |
| 3    | Beauden Barrett      | Hurricanes      | Demi d'ouverture | 186    | 2      | 28      | 40   | 0     |
| 4    | Quade Cooper         | Queensland Reds | Demi d'ouverture | 172    | 3      | 20      | 38   | 1     |
| 5    | Patrick Lambie       | Sharks          | Demi d'ouverture | 171    | 1      | 17      | 43   | 1     |
| 6    | Joe Pietersen        | Stormers        | Arrière          | 170    | 0      | 19      | 44   | 0     |
| 6    | Dan Carter           | Crusaders       | Demi d'ouverture | 170    | 3      | 31      | 31   | 0     |
| 8    | Gareth Anscombe      | Chiefs          | Arrière          | 166    | 5      | 30      | 27   | 0     |
| 9    | Demetri Catrakilis   | Southern Kings  | Demi d'ouverture | 142    | 0      | 14      | 37   | 1     |
| 10   | Brendan McKibbin     | Waratahs        | Demi de mêlée    | 139    | 0      | 20      | 33   | 0     |

### Meilleurs marqueurs
| Rang | Joueur              | Franchise        | Poste                       | Essais |
| ---- | ------------------- | ---------------- | --------------------------- | ------ |
| 1    | Frank Halai         | Blues            | Ailier                      | 10     |
| 2    | Cam Crawford        | Waratahs         | Ailier                      | 8      |
| -    | Israel Folau        | Waratahs         | Arrière                     | 8      |
| -    | Hosea Gear          | Highlanders      | Ailier                      | 8      |
| -    | Henry Speight       | Brumbies         | Ailier                      | 8      |
| 6    | Julian Savea        | Hurricanes       | Ailier                      | 7      |
| -    | TJ Perenara         | Hurricanes       | Demi de mêlée               | 7      |
| 8    | Bundee Aki          | Chiefs           | Centre                      | 6      |
| -    | Scott Higginbotham  | Melbourne Rebels | troisième ligne aile/centre | 6      |
| -    | Willie le Roux      | Cheetahs         | Arrière                     | 6      |
| -    | Jesse Mogg          | Brumbies         | Ailier                      | 6      |
| -    | Tim Nanai-Williams  | Chiefs           | Ailier                      | 6      |
| -    | Rene Ranger         | Blues            | Ailier                      | 6      |
| -    | Ben Smith           | Highlanders      | Arrière, Ailier             | 6      |
| -    | Ben Tameifuna       | Chiefs           | Pilier                      | 6      |
| -    | Wimpie van der Walt | Southern Kings   | troisième ligne aile        | 6      |